# Primerigonina
Primerigonina australis es una especie de araña araneomorfa de la familia Linyphiidae. Es el único miembro del género monotípico Primerigonina.

## Distribución
Se encuentra en Panamá.